# Псалом 110
Псалом 110 (у масоретській нумерації — 111) — 110-й псалом з п'ятої книги Книги псалмів. Його можна охарактеризувати як похвальний псалом, який, проте, має також риси псалмів мудрості. 
Псалми 110, 111 і 118 — єдині акростичні псалми в Біблії; тобто кожна 7–9 фраза починається з кожної літери єврейського алфавіту по порядку. 

## Зміст
Цей псалом є піснею хвали, через яку громада оспівує Божі творіння, які він показав в історії свого народу (тому 5, 6 і 9 вірші слід відповідно розуміти в минулому часі). «Основа пам'яті» у вірші 4 може мати відношення до свят, які були встановлені Богом, наприклад, Песах. 5 вірш натякає на дарування поживи в пустелі при виході з Єгипту. У вірші 6 йдеться про поселення в обітованій землі. 7 та 8 вірші згадують про Богом даний закон. 9 вірш, імовірно, стосується як звільнення від Єгипту, так і подальшого Божого втручання для порятунку свого народу. 10 вірш закінчує псалом своєрідним висловом мудрості.

## Текст
| Вірш | Гебрейська мова                                              | Давньогрецька мова (Септуаґінта)                                                                                  | Латинська мова (Вульгата)                                                                                          | Українська мова (Переклад Хоменка)                                                                               |
| ---- | ------------------------------------------------------------ | --- | --- | --- |
| 1    | הַלְלוּ-יָהּ: אוֹדֶה יְהוָה, בְּכָל-לֵבָב; בְּסוֹד יְשָׁרִים וְעֵדָה.                | Αλληλουια. ᾿Εξομολογήσομαί σοι, κύριε, ἐν ὅλῃ καρδίᾳ μου ἐν βουλῇ εὐθείων καὶ συναγωγῇ.                           | Alleluja. [Confitebor tibi, Domine, in toto corde meo, in consilio justorum, et congregatione.                     | Алилуя. Я буду прославляти Господа всім серцем, на зборах праведників і в громаді.                               |
| 2    | גְּדֹלִים, מַעֲשֵׂי יְהוָה; דְּרוּשִׁים, לְכָל-חֶפְצֵיהֶם.                        | μεγάλα τὰ ἔργα κυρίου, ἐξεζητημένα εἰς πάντα τὰ θελήματα αὐτοῦ·                                                   | Magna opera Domini: exquisita in omnes voluntates ejus.                                                            | Великі діла Господні, подиву гідні всім, що люблять їх.                                                          |
| 3    | הוֹד-וְהָדָר פָּעֳלוֹ; וְצִדְקָתוֹ, עֹמֶדֶת לָעַד.                             | ἐξομολόγησις καὶ μεγαλοπρέπεια τὸ ἔργον αὐτοῦ, καὶ ἡ δικαιοσύνη αὐτοῦ μένει εἰς τὸν αἰῶνα τοῦ αἰῶνος.             | Confessio et magnificentia opus ejus, et justitia ejus manet in sæculum sæculi.                                    | Краса і велич — його діло, правда його стоїть повіки.                                                            |
| 4    | זֵכֶר עָשָׂה, לְנִפְלְאוֹתָיו; חַנּוּן וְרַחוּם יְהוָה.                         | μνείαν ἐποιήσατο τῶν θαυμασίων αὐτοῦ, ἐλεήμων καὶ οἰκτίρμων ὁ κύριος·                                             | Memoriam fecit mirabilium suorum, misericors et miserator Dominus.                                                 | Він зробив пропам'ятними свої чуда; добрий Господь і милосердний,                                                |
| 5    | טֶרֶף, נָתַן לִירֵאָיו; יִזְכֹּר לְעוֹלָם בְּרִיתוֹ.                           | τροφὴν ἔδωκεν τοῖς φοβουμένοις αὐτόν, μνησθήσεται εἰς τὸν αἰῶνα διαθήκης αὐτοῦ.                                   | Escam dedit timentibus se; memor erit in sæculum testamenti sui.                                                   | він дав поживу тим, що його бояться, і пам'ятає вічно про свій союз.                                             |
| 6    | כֹּחַ מַעֲשָׂיו, הִגִּיד לְעַמּוֹ-- לָתֵת לָהֶם, נַחֲלַת גּוֹיִם.                    | ἰσχὺν ἔργων αὐτοῦ ἀνήγγειλεν τῷ λαῷ αὐτοῦ τοῦ δοῦναι αὐτοῖς κληρονομίαν ἐθνῶν.                                    | Virtutem operum suorum annuntiabit populo suo,                                                                     | Явив потугу діл своїх народові своєму, давши йому спадщину народів.                                              |
| 7    | מַעֲשֵׂי יָדָיו, אֱמֶת וּמִשְׁפָּט; נֶאֱמָנִים, כָּל-פִּקּוּדָיו.                     | ἔργα χειρῶν αὐτοῦ ἀλήθεια καὶ κρίσις· πισταὶ πᾶσαι αἱ ἐντολαὶ αὐτοῦ,                                              | ut det illis hæreditatem gentium. Opera manuum ejus veritas et judicium.                                           | Діла рук його — правда й правосуддя, всі заповіді його — непорушні,                                              |
| 8    | סְמוּכִים לָעַד לְעוֹלָם; עֲשׂוּיִם, בֶּאֱמֶת וְיָשָׁר.                          | ἐστηριγμέναι εἰς τὸν αἰῶνα τοῦ αἰῶνος, πεποιημέναι ἐν ἀληθείᾳ καὶ εὐθύτητι.                                       | Fidelia omnia mandata ejus, confirmata in sæculum sæculi, facta in veritate et æquitate.                           | встановлені на віки вічні, закладені у правоті й правді.                                                         |
| 9    | פְּדוּת, שָׁלַח לְעַמּוֹ-- צִוָּה-לְעוֹלָם בְּרִיתוֹ; קָדוֹשׁ וְנוֹרָא שְׁמוֹ.            | λύτρωσιν ἀπέστειλεν τῷ λαῷ αὐτοῦ, ἐνετείλατο εἰς τὸν αἰῶνα διαθήκην αὐτοῦ· ἅγιον καὶ φοβερὸν τὸ ὄνομα αὐτοῦ.      | Redemptionem misit populo suo; mandavit in æternum testamentum suum. Sanctum et terribile nomen ejus.              | Відкуплення послав народові своєму, установив навіки союз свій; святе й страшне його ім'я!                       |
| 10   | רֵאשִׁית חָכְמָה, יִרְאַת יְהוָה-- שֵׂכֶל טוֹב, לְכָל-עֹשֵׂיהֶם; תְּהִלָּתוֹ, עֹמֶדֶת לָעַד. | ἀρχὴ σοφίας φόβος κυρίου, σύνεσις ἀγαθὴ πᾶσι τοῖς ποιοῦσιν αὐτήν. ἡ αἴνεσις αὐτοῦ μένει εἰς τὸν αἰῶνα τοῦ αἰῶνος. | Initium sapientiæ timor Domini; intellectus bonus omnibus facientibus eum: laudatio ejus manet in sæculum sæculi.] | Початок мудрости — острах Господній; добрий розум у всіх тих, що його плекають; хвала його стоїть по віки вічні. |

## Використання

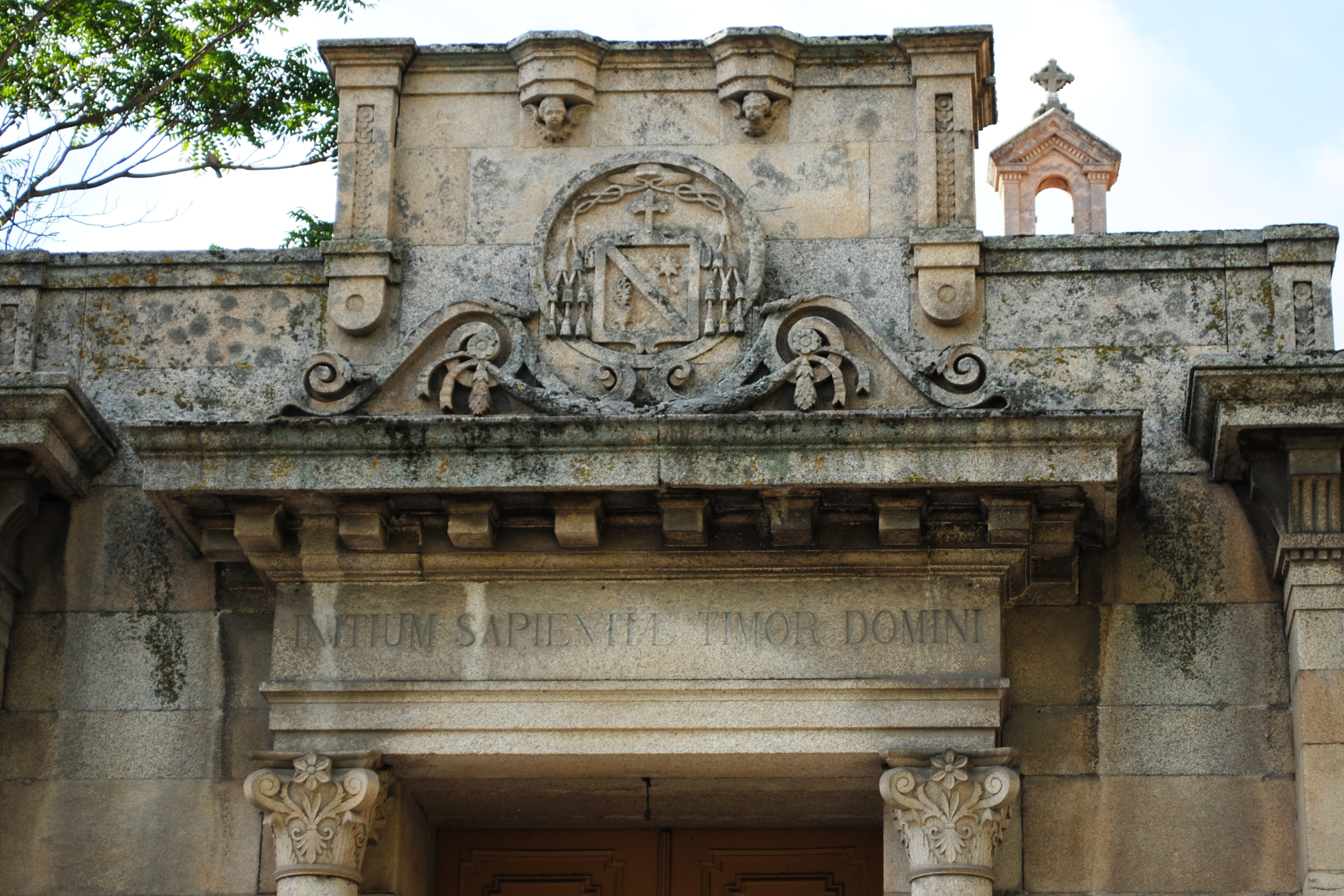
Псалом 110: 10. Initium sapientiae timor domini, Оренсе

### Юдаїзм
- Вірші 4–5 зустрічаються у повторенні Аміди під час свята Рош га-Шани.[6]
- Вірш 10 читається після пробудження після Модеха Ані та миття рук.[7]

### Новий Завіт
- Вірш 9а процитовано у Євангелії від Луки 1:68[8]
- Вірш 9с процитовано у Євангелії від Луки 1:49

### Протестантизм
Це псалом прослави Бога за: 
- Його великі творіння — вірш 2;
- Його вічну праведність — вірш 3;
- Його благодать і співчуття — вірш 4;
- Його ласки — вірш 5;
- Істину та справедливість — вірш 7;
- Відкуплення за Його народ — вірш 9;
- Дарування мудрості тим, хто шанує його, — вірш 10.

## Використання у музиці
У 1779 році Вольфганг Амадей Моцарт поклав на музику 110 псалом у творі «Vesperae solennes de Dominica» (KV 321). 2nd movementⓘ